# Boogie Superstar
Boogie Superstar je hudebně-rytmická hra od Electronic Arts pro Nintendo Wii, vydaná 28. října 2008. Ve hře je možné zazpívat do mikrofonu oblíbenou píseň nebo si na tuto píseň zatančit. Lze vytvořit až 20 profilů z několika předdefinovaných základních postav dívek a chlapců, které je možné převlékat a upravovat jim účes. Při prvním přihlášení se hráč naučí základní kroky, jež dělá pomocí remotu, kde různými úkony do rytmu ovládá svou postavičku.
Pokud chce hráč přidat další taneční kroky, oblečení, účesy nebo písně, musí se zúčastnit soutěžní show. Tam se vždy utkají čtyři hráči ve třech kolech. Je možné si vybrat odvětví a písně, ve kterých se chce soutěžící utkat. Po dokončení show dostane podle úspěšnosti v soutěži body, za které si kupuje jednotlivé balíčky pro Pop, Urban nebo Electro dance, v nichž jsou obsaženy právě další taneční kroky, oblečení, účesy a písně.

## Písně v Boogie Superstar
- Bleeding Love – Leona Lewis
- Bullseye – Aly & AJ
- Ching-a-Ling – Missy Elliott
- Dance Dance – Fall Out Boy
- Dance Like There's No Tomorrow – Paula Abdulová
- Hot 'N' Cold – Katy Perry
- I Don't Think About It – Emily Osmentová
- Like Whoa – Aly & AJ
- Love Like This – Natasha Bedingfield
- Makes Me Wonder – Maroon 5
- Piece of Me – Britney Spearsová
- Pocketful of Sunshine – Natasha Bedingfieldová
- Stronger – Kanye West
- Take You There – Sean Kingston
- When You Look me in the Eyes – Jonas Brothers
- Won't Go Home Without You – Maroon 5
- Dance Floor Anthem (I Don't Want To Be in Love) – Good Charlotte
- Elevator – Flo Rida a Timbaland
- He Said She Said – Ashley Tisdale
- Radar – Britney Spearsová
- S.O.S. – Jonas Brothers
- Wake Up – Hilary Duffová
- Don't Stop the Music – Rihanna
- Everytime We Touch – Cascada
- Fancy Footwork – Chromeo
- Hold On – Jonas Brothers
- Jump to the Rhythm – Jordan Pruitt
- What You Got – Colby O'Donis
- Glamorous – Fergie
- Shut Up and Drive – Rihanna
- Taht's Just the Way We Roll – Jonas Brothers
- The Great Escape – Boys Like Girls
- Toxic – Britney Spearsová
- What Hurts the Most – Cascada
- Angel – Natasha Bedingfield
- Nine in the Afternoon – Panic at the Disco
- Potential Breakup Song – Aly & AJ
- Shake It – Metro Station
- Thnks Fr Th Mmrs – Fall Out Boy
- Yahhh! – Soulja Boy Tellem
- Girlfriend – Avril Lavigne
- No One – Alicia Keys